# تری‌کلرواتیلن
تری‌کلرواتیلن (به انگلیسی: Trichloroethylene) که به TCE معروف است یک ترکیب شیمیایی (به فرمول C
2HCl
3) است که عموماً به عنوان یک حلال صنعتی کاربرد دارد. این ماده در ظاهر یک مایع بی‌رنگ، غیرقابل اشتعال، و معطر است.
استفاده از TCE در صنایع غذایی و دارویی به دلیل سمی بودن آن از دهه‌ی ۷۰ میلادی در بسیاری کشورها ممنوع شده‌است.